# Gil Pupila
Gil Pupila (nombre original en francés: Gil Jourdan) es el héroe de una serie de cómics con el mismo nombre creado por el autor belga Maurice Tillieux. Su primera aventura apareció en el n º 926 de la revista Le Journal de Spirou, el 20 de septiembre del año 1956. Tillieux realizó los guiones y los dibujos de todos los álbumes excepto los cuatro últimos, hechos por el dibujante Gos. La serie se detuvo en 1978 a causa de la muerte de su autor en un accidente de coche. 

## Trayectoria editorial
Gil Pupila (Gil Jourdan) no es, en el sentido estricto de la palabra, una serie original, ya que se trata de la adaptación para "Spirou" de otro personaje del mismo autor, "Félix", que venía desarrollando en "Heroïc-Albums" desde 1949.
Los dos primeros episodios estuvieron censurados en Francia hasta el año 1971 porque se consideraba que el inspector Corrusco (Crouton) daba una imagen poco respetuosa de la policía.

## Argumento
Gil Pupila es un detective privado, similar a los héroes de Hammet y Chandler: tiene su despacho en París y trabaja acompañado de su torpe ayudante Libélula, su secretaria Cerecita y con la colaboración habitual del inspector Corrusco. 
En estas aventuras el ritmo y la acción juegan un papel fundamental: las peleas, las caídas y las persecuciones están presentes en cada episodio. El ritmo, a menudo trepidante, tiene mucha semejanza con el de las películas norteamericanas de gánsteres. Este dinamismo está trasladado de forma eficaz al cómic, gracias a la planificación de la página y la distribución de las viñetas. 
Aunque las aventuras de Gil Pupila lo han llevado alguna vez a lugares exóticos (véase, por ejemplo, El infierno de Xique-Xique) la mayoría de episodios de la serie transcurren en pequeñas aldeas del territorio francés: la Normandía de El paso del ahogado, los pueblos del interior en Festival sobre 4 ruedas o El secreto de la cripta.

## Personajes

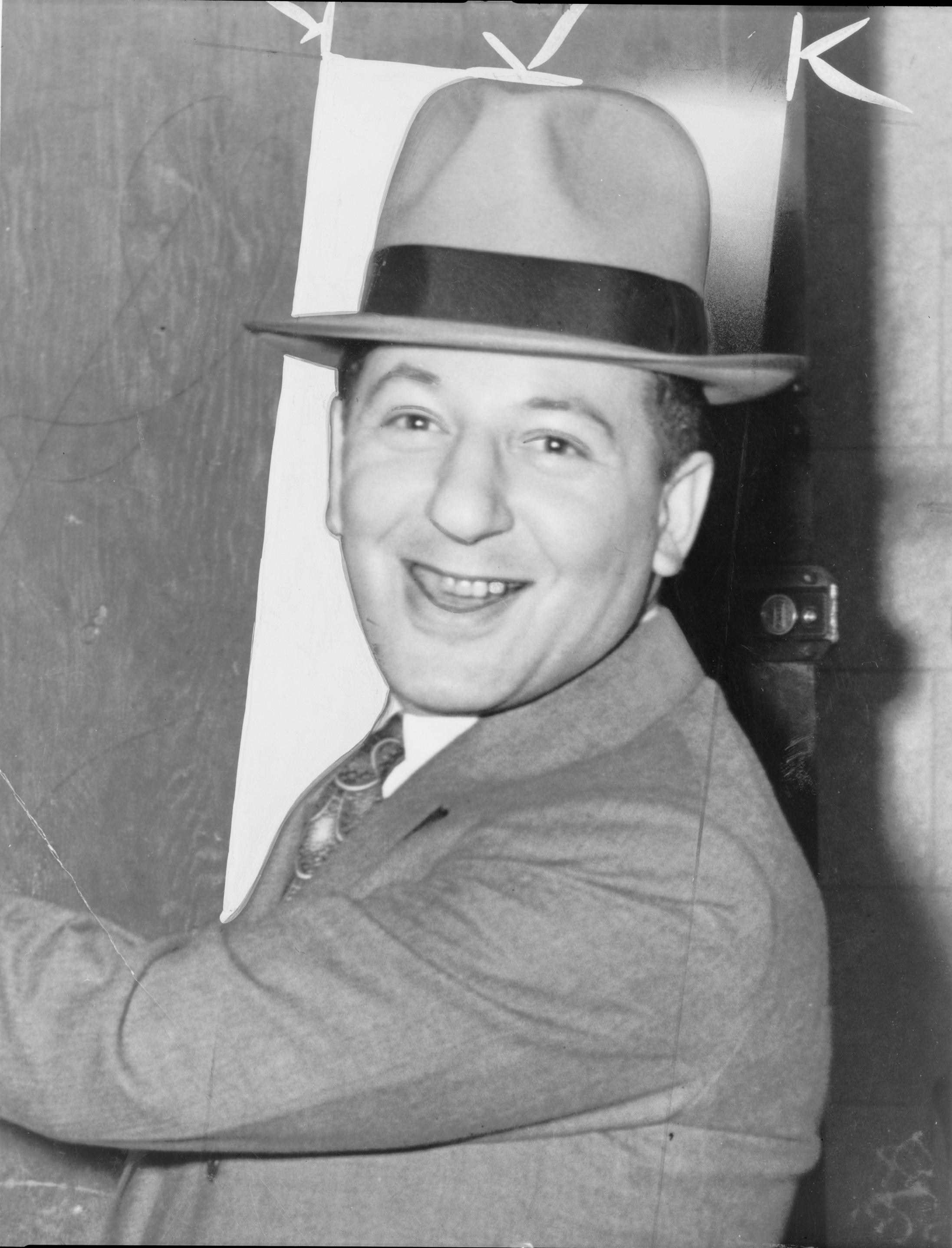
Lepke Buchalter, arquetipo de mafioso de los años 40, sirve de modelo para el aspecto de Libélula; la foto es de 1939

- Gil Pupila (Gil Jourdan), licenciado en derecho, es un detective privado muy espabilado con un humor burlón. Su cabello es castaño y lleva un traje azul marino, camisa blanca y cuello de pajarita rojo. Nada lo detiene: para resolver su primera investigación, ayudará un ladrón de cajas fuertes a escaparse de la cárcel ya que necesita su colaboración.

- Libélula (Libéllule) es exladrón: traje amarillo, camisa blanca, corbata negra, calvo, a veces lleva un sombrero y le gusta beber. Después de haberse fugado de la cárcel con la ayuda voluntaria de Gil Pupila y la involuntaria del inspector Corrusco, se convierte rápidamente en el brazo derecho del detective, aunque no sea muy valiente. Es un personaje cómico, gracias a su lenguaje especial y sus pendencias verbales con Cerecita.

- El inspector Corrusco (inspector Crouton) también es un personaje humorístico, aunque a medida que la serie se va desarrollando se vuelve más serio. Traje negro, camisa blanca, cuello de pajarita azul, un gran bigote, sombrero y bastón, es el enemigo íntimo de Libélula. Al principio adversario de Gil Pupila, será más adelante uno de sus aliados más valiosos.

- Cerecita (Queue-de-Cerice) es la secretaria de Gil Pupila. Ropa negra, chaqueta roja, pendientes blancos, aparece en la serie de manera esporádica.

Como su creador, los personajes de la serie son unos grandes fumadores, excepto el héroe principal.

## La colección
Serie original

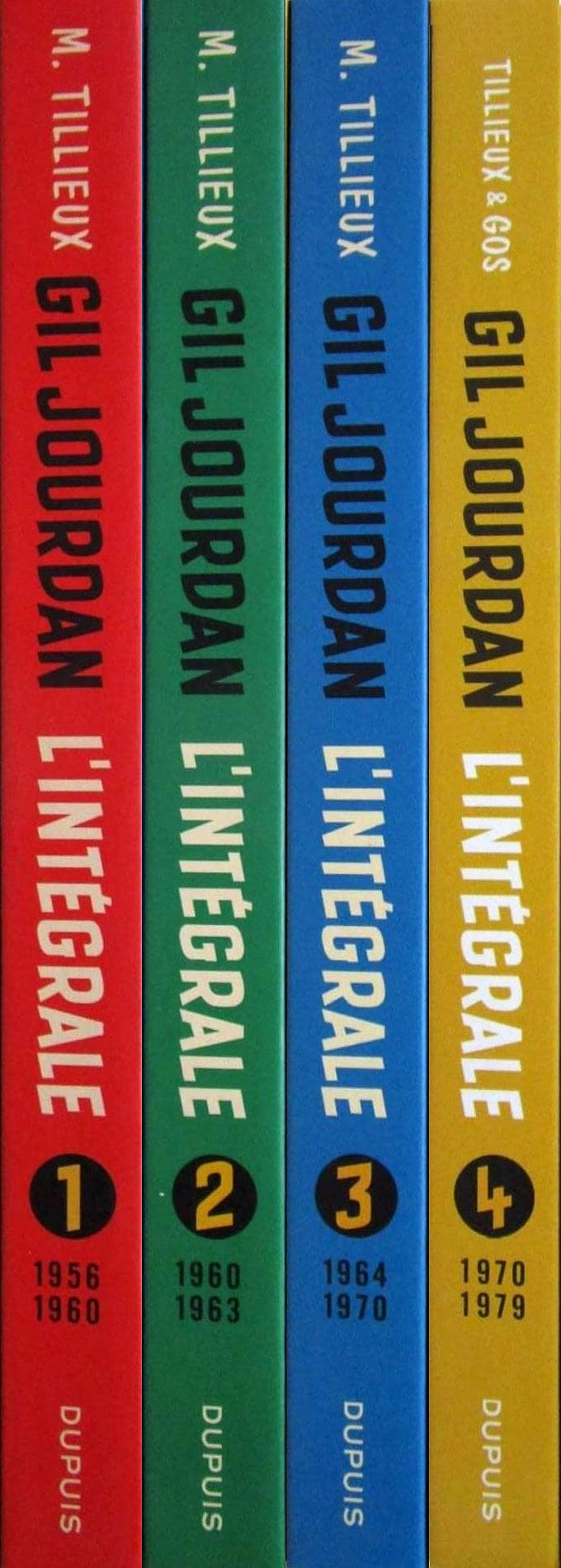
1956 - 1979

- La fuga de Libélula (Libellule s'évade. Dupuis, 1959)
- Arte y popaína (Popaïne et vieux tableaux. Dupuis, 1959)
- El paso del ahogado (La Voiture immergée. Dupuis, 1960)
- Los barcos del crepúsculo (Les Cargos du crépuscule. Dupuis, 1961)
- El infierno de Xique-Xique (L'Enfer de Xique-Xique. Dupuis, 1962)
- Festival sobre 4 ruedas (Surboum pour 4 roues. Dupuis, 1963)
- El secreto de la cripta (Les Moines rouges. Dupuis, 1964)
- Las 3 manchas (Les 3 Taches. Dupuis, 1965)
- El guante de tres dedos (Le Gant à trois doigts. Dupuis, 1966)
- El chino de las 2 ruedas (Le Chinois à 2 roues. Dupuis, 1967)
- Caliente y frío (Chaud et froid. Dupuis, 1969)
- Cebo explosivo (Pâtée explosive. Dupuis, 1971)
- Diamantes a granel (Carats en vrac. Dupuis, 1971)
- Gil Pupila contra los fantasmas (Gil Jourdan et les fantômes. Dupuis, 1972)
- Tras la pista de un 33 revoluciones (Sur la piste d'un 33 tours. Dupuis, 1973)
- Entre dos aguas (Entre deux eaux. Dupuis, 1979)

Fuera de serie
- La persecución (La persécution. Spirou, 1963)
- Las vacaciones de Corrusco (Les vacances de Crouton. Spirou, 1964)
- La guerra en calzoncillos (La guerre en caleçon. Spirou, 1966)
- La botella (La bouteille. Spirou, 1968)
- La gran ventisca (Le grand souffle. Spirou, 1968)
- El ruido (Le bruit. Spirou, 1968) (Solo texto)
- En la casa del misterio (La maison du mystere. Spirou, 1969)
- El ejército desaparecido (L'armée évanouie. Spirou, 1969) (Solo texto)
- Las figuritas del belén (Les santons. Spirou, 1970)
- Atrapado (Pris au piège. Spirou, 1970) (Solo texto)
- El destello (Coup d'éclat. Spirou, 1971)
- El hombre del jersey blanco (L'homme au pull blanc. Spirou, 1971)
- 15 pequeñas cajitas (15 petites boîtes. Spirou, 1971) (Solo texto)
- La campanilla embrujada (La cloche hantée. Spirou, 1971) (Solo texto)
- El abominable juguete (L'abominable jouet. Spirou, 1971) (Solo texto)
- Las memorias de Libélula (Les mémories de Libellule. Spirou, 1972) (Solo texto)
- La calle perdida (La rue perdue. Spirou, 1978)

Todos los títulos anteriores están incluidos en los cuatro tomos de Gil Pupila. El integral, editado en España por Planeta.
Homenajes
- Las investigaciones de sus amigos (Les enquêtes de leurs amis. Soleil Productions, 1989)

Ocho historias cortas por diferentes autores. Editado en España por Ediciones B.